# Tenia (architektura)

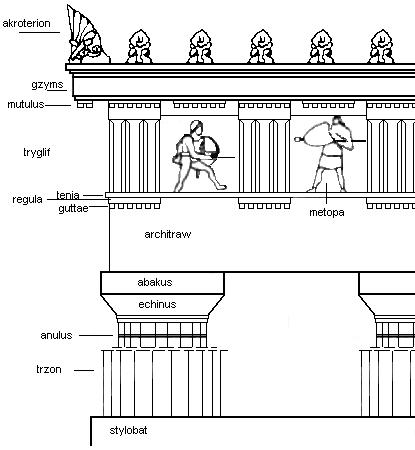
Rozmieszczenie tenii w porządku doryckim

Tenia, taenia (gr. tainia – pasek) – element architektoniczny belkowania w postaci wąskiej, poziomej listwy dzielącej. 
W architekturze klasycznej stosowana jako listwa o profilu graniastym, oddzielająca architraw od fryzu. W porządku doryckim wąska i płaska pomiędzy regulą a tryglifami. W jońskim tworząca jeden z trzech podziałów architrawu – szersza, profilowana, czasem zdobiona kimationem; podobnie w porządku korynckim. 